# 纳戈德
纳戈德（Nagod），是印度中央邦Satna县的一个城镇。总人口19474（2001年）。

## 人口
该地2001年总人口19474人，其中男性10272人，女性9202人；0—6岁人口3031人，其中男1648人，女1383人；识字率68.42%，其中男性为76.13%，女性为59.82%。